# François Charrière
François Charrière (ur. 1 września 1893, zm. 11 lipca 1976) – szwajcarski duchowny rzymskokatolicki, biskup Lozanny, Genewy i Fryburga w latach 1945-1970 
Pochodził z rodziny francuskojęzycznej z kantonu Fryburg. Studiował filozofię i teologię w seminarium duchownym we Fryburgu. Po święceniach kapłańskich w latach 1917-1921 był wikarym w Lozannie. Następnie ukończył studia doktoranckie z prawa kanonicznego w Rzymie. Od 1924 pracował jako wykładowca teologii moralnej i prawa kanonicznego w seminarium duchownym we Fryburgu. Był też profesorem prawa kanonicznego na Uniwersytecie we Fryburgu. 
W latach 1945–1970 ordynariusz diecezji Lozanny, Genewy i Fryburga. Uczestnik Soboru Watykańskiego II. 
Jeden z organizatorów Bractwa Kapłańskiego św. Piusa X (FSSPX). W 1970 r. na miesiąc przed ustąpieniem z funkcji ordynariusza Lozanny, Genewy i Fryburga wydał dekret powołujący to zgromadzenie jako stowarzyszenie życia apostolskiego na prawach diecezjalnych. 